# Jean-Paul Belmondo
Jean-Paul Belmondo   (Neuilly-sur-Seine, 9 d'abril de 1933 - 7è districte de París, 6 de setembre de 2021) fou un actor francès. L'any 1960 va participar en la pel·lícula À bout de souffle, de Jean-Luc Godard, amb la que va entrar al moviment cultural de l'època conegut com a Nouvelle vague ("la nova ona"). El 1989 va guanyar un premi César pel seu treball a L'imperi del lleó. El govern francès li va concedir Legió d'Honor en la que arribà el 2019 al grau de gran oficial. El 2016 va publicar les seves memòries (Mille vies valent mieux qu’une).

## Biografia
Fill d'un escultor francès d'ascendència italiana, Paul Belmondo (1898-1982), Jean Paul es formà en el Conservatori Nacional Superior d'Art Dramàtic. Va debutar al teatre el 1953 i al cinema el1957, sempre en papers menors. El 1959, després de protagonitzar diverses pel·lícules, tingué el primer paper important a Doble vida, de Claude Chabrol. Jean-Luc Godard en el seu debut de 1960 a Al final de l'escapada li va oferir el paper protagonista masculí en el film, una de les obres de referència de la nouvelle vague francesa, un moviment rupturista format al voltant de la revista Cahiers du Cinéma, molt crítics amb els models clàssics i amb les estructures narratives tancades, i poc després va estrenar Classe tous risques de Claude Sautet.
Practicà la boxa i formà part d'un equip de futbol en la seva joventut, i amb el seu físic i el seu aspecte d'atleta, Belmondo es convertí ràpidament en una figura popular, centrant-se en el cinema comercial. Aprofità aquesta popularitat per a convertir-se en una estrella de la comèdia a França que alternava les seves intervencions humorístiques amb peripècies d'acció, arribant a ser, juntament amb Alain Delon, l'estrella francesa més internacional de la dècada de 1960 i la dècada de 1970. Inclús seguí la pista de Delon, que fou company de repartiment en un dels títols més taquillers de la seva carrera, Borsalino. El 1971 va fundar la seva pròpia companyia de producció, Cerito Films.
Després de diverses altres pel·lícules, entre elles L'Aîné des Ferchaux de Jean-Pierre Melville, adaptació de Georges Simenon, una pel·lícula d'aventures amb un ritme frenètic que va coprotagonitzar amb Françoise Dorléac, germana de Catherine Deneuve, el febrer de 1964 va estrenar L'home de Rio, un altre triomf comercial per a Belmondo, que va arribar als cinc milions d'entrades a França. La combinació d'humor i acció va anar acompanyada d'èxit de crítica i públic. El 5 de novembre de 1963, Jean-Paul Belmondo també va ser elegit president de la Unió Francesa d'Actors, que encapçalarà fins al 1966. Va realitzar pel·lícules d'aventures com Cent Mille Dollars au soleil o drames com Week-end à Zuydcoote. Després es retrobà amb Philippe de Broca per a Les trifulgues d'un xinès a la Xina, una comèdia d'aventures en la que es va enamorar d'Ursula Andress. Llavors la seva dona Elodie Constantin, amb la que s'havia casat el 4 de desembre de 1954, sol·licità el divorci l'any següent després de tindre tres fills, entre ells l'actor i corredor de Fórmula 1 Paul Belmondo. La premsa internacional va informar extensament sobre la relació entre els dos actors, que després viurien en una casa situada a l'illa des Corbeaux, al municipi de Saint-Maurice (Val-de-Marne).
Va començar la dècada de 1970 amb Borsalino, una pel·lícula policíaca dirigida per Jacques Deray, coprotagonitzada amb el seu rival de taquilla, Alain Delon. El 1971, l'actor va fundar una productora, Cerito Films, per gestionar la seva carrera. El 1972, l'actor va iniciar una llarga relació sentimental amb Laura Antonelli, amb qui va rodar Les Mariés de l'an II el 1971 i Dr. Popaul el 1972. Durant la dècada de 1970 va filmar a un ritme sostingut, amb directors com Philippe de Broca], Henri Verneuil, Claude Chabrol o José Giovanni
La seva etapa més comercial de la seva carrera connecta thrillers, pel·lícules d'aventures i comèdies, iniciant-se amb Com destruir el millor agent del món, sàtira de les peripècies de James Bond. Tanmateix, el 1974 va experimentar una decepció com a productor i actor amb Stavisky d'Alain Resnais, que va tenir una mediocre acollida al Festival Internacional de Cinema de Canes de 1974. Sovint es considera que Stavisky va modificar clarament la seva carrera que es va orientar cap al cinema d'entreteniment. El 1975 va obtenir un gran èxit amb Peur sur la ville' d'Henri Verneuil, en què va realitzar acrobàcies perilloses i arriscades, inclosa una escena en què va aparèixer suspès d'un helicòpter sobre el buit, lesionant-se en el rodatge. A L'Incorrigible de Philippe de Broca interpreta el tradicional seductor. El 1980 va l'actriu brasilera Carlos Sotto Mayor, filla d'un banquer, una tempestuosa relació que duraria sis anys.
Entre el 1978 i el 1983, la carrera de Jean-Paul Belmondo va assolir el seu apogeu comercial, totes les pel·lícules van ser un èxit de públic amb les seves bromes parisines i les seves acrobàcies sense doble. Van seguir tres pel·lícules dirigides per Georges Lautner: Flic ou Voyou, la primera de la seva carrera en vendre més d'un milió d'entrades a la perifèria de París, El rei de l'estafa, on torna a fer el seu truc en helicòpter, i Le Professionnel, que supera els cinc milions d'ingressos a França, i encara va fer millor taquillatge la pel·lícula de 1982 Campió de campions, malgrate les males crítiques. Le Marginal, thriller dirigit per Jacques Deray, va ser un nou triomf comercial però el 1984, Les Morfalous de Henri Verneuil va perdre un milió d'espectadors en comparació amb els èxits anteriors de Belmondo, i les seves pel·lícules són criticades pel seu caràcter repetitiu, llavors Belmondo decideix llavors canviar d'imatge tornant a la pura comèdia, a Joyeuses Pâques, dirigida per Georges Lautner a partir de l'obra de Jean Poiret i Hold-up, una comèdia policíaca d'Alexandre Arcady que superarà els dos milions d'ingressos i en la que es fereix greument mentre realitzava un truc, ja que no volia ser doblat.
El 1987, Le Solitaire, una pel·lícula policíaca dirigida per Jacques Deray va suposar un fracàs comercial amb menys d'un milió d'espectadors als cinemes. El mateix any, Robert Hossein li ofereix tornar al teatre, i aprofita l'oportunitat i interpreta Kean de Jean-Paul Sartre. Va crear el premi Paul-Belmondo per la qualitat de la obra d'un escultor contemporani. El 1988, Claude Lelouch li va oferir el paper principal d'Itinéraire d'un enfant gâté, un nou èxit comercial que li va valer el César al millor actor, que no recull. Jean-Paul Belmondo es va allunyar del cinema durant alguns anys: va trobar Robert Hossein per a una producció de Cyrano de Bergerac d'Edmond Rostand. L'espectacle, representat des de 1989, va ser un gran èxit.
Va tornar a la gran pantalla el 1992, per l'L'Inconnu dans la maison, dirigida per Georges Lautner, i després va deixar passar tres anys abans de filmar Les Misérables de Claude Lelouch, una adaptació lliure de la novel·la de Victor Hugo transposada al segle xx. L'actor segueix intèrpretant a grans produccions teatrals, com Tailleur pour dames i La Puce à l'oreille, de Georges Feydeau, dirigida per Bernard Murat. El 1996, la pel·lícula Désiré, dirigida per Bernard Murat a partir de l'obra de Sacha Guitry, va ser un nou fracàs de públic. El 1998, Patrice Leconte va dirigir Jean-Paul Belmondo i Alain Delon a Une chance sur deux, una comèdia policial que juga obertament a la nostàlgia de les velles pel·lícules del duet de Borsalino. El mateix any, Jean-Paul Belmondo va actuar a Frédérick ou le boulevard du crime, d'Éric-Emmanuel Schmitt i va fer un dels papers principals de Peut-être. A finals de novembre de 1999, Jean-Paul Belmondo va ser ingressat a Brest després de patir molèsties durant una representació de la gira de Frédérick ou le boulevard du crime, i havent d'observar un estricte descans, des de 2000 ja no puja als escenaris.
Al cinema, va fer una aparició a Les Acteurs, de Bertrand Blier. Amazone, afusellat l'any anterior sota la direcció del seu antic còmplice Philippe de Broca, va sortir a l'aire lliure el juliol del 2000 i va resultar ser un desastre comercial. una experiència, el paper principal de la pel·lícula de TV L'Aîné des Ferchaux. Belmondo interpreta el paper de Charles Vanel en l'adaptació cinematogràfica de Jean-Pierre Melville, mentre que el paper que anteriorment interpretava Belmondo és de Samy Naceri.
El 29 de desembre de 2002 es va casar amb Nathalie Tardivel, de nom artístic Natty Belmondo, malgrat que ja eren parella des del 1989. Amb ella tingué una filla, Stella, nascuda el 13 d'agost de 2003.

## Premis
El 1989 va guanyar el premi César pel seu treball en Itinéraire d'un enfant gâté. El 2019 fou ascendit a la dignitat de gran oficial de la Legió d'Honor, que ja tenia, un dels reconeixements més prestigiosos de França, amb el qual es rendia tribut a una llarga carrera. El 2016 el món del cinema li va retre homenatge concedint-li el Lleó d'Or per la carrera al Festival Internacional de Cinema de Venècia. Va ser nominat a dos premis BAFTA al millor actor estranger, un per Léon Morin, prêtre, el 1962, i l’altre per Pierrot el boig el 1966.

## Filmografia
Llista no exhaustiva, manca informació dels primers anys de la seva carrera, en especial del període (1956-1964):
- Moliere (1956)
- À pied, à cheval et envoiture (1957)
- Les copains du dimanche (1957)
- Sois belle et tais-toi, en català Una rossa perillosa (1957)
- Les Tricheurs (1957)
- Un drôle de dimanche (1958)
- Les Trois mousquetaires (TV), (1959)
- Mademoiselle Ange, (1959)
- Charlotte et son Jules, (1959)
- À double tour, en català Doble vida (1959)
- À bout de souffle, (1959)
- Cartes d'una novícia (1960)
- Moderato cantabile, (1960)
- La ciociara, (1960)
- Classe tous risques, (1960)
- La viaccia (1961)
- Le mauvais chemin, (1961)
- Un home anomenat La Rocca (1961)
- Léon Morin, prêtre, (1961)
- Cartouche, (1962)
- El confident (1962)
- Un singe en hiver, (1962)
- L'Aîné des Ferchaux (1963)
- L'Homme de Rio, en català L'home de Rio (1964)
- Cent mille dollars au soleil, (1964)
- Échappement libre, (1964)
- Week-end à Zuydcoote, (1964)
- La Chasse à l'homme, (1964)
- Par un beau matin d'été, (1965)
- Pierrot el boig (Pierrot le fou), (1965)
- Les Tribulations d'un Chinois en Chine, en català Les tribulacions d'un xinès a la Xina (1965)
- Paris brûle-t-il ?, (1966)
- Tendre voyou, (1966)
- Casino Royale, en català Casino Royale (1967)
- Le Voleur, (1967)
- Ho !, (1968)
- Le Cerveau, (1969)
- La Sirène du Mississippi, en català La sirena del Mississipí (1969)
- Un homme qui me plaît, (1969)
- Borsalino, (1970)
- Le Casse, (1971)
- Les Mariés de l'an II, (1971)
- Dr. Popaul, (1972)
- El clan dels marsellesos (La Scoumoune), (1972)
- L'Héritier, (1973)
- Com destruir el millor agent del món (Le Magnifique), (1973)
- Stavisky..., (1974)
- Peur sur la ville, (1975)
- L'Incorrigible, (1975)
- L'Alpagueur, (1976)
- Le Corps de mon ennemi, (1976)
- L'Animal, (1977)
- Le Guignolo, en català El rei de l'estafa (1979)
- Flic ou voyou, (1979)
- Le Professionnel, (1981)
- L'As des as, en català Campió de campions (1982)
- Le Marginal, (1983)
- Les Morfalous, (1984)
- Joyeuses Pâques, (1984)
- Hold-up, (1985)
- Le Solitaire, (1987)
- Itinéraire d'un enfant gâté, (1988)
- L'Inconnu dans la maison, (1992)
- Les cent i una nits (Les Cent et une nuits) (1995)
- Les Misérables, (1995)
- Désiré, (1996)
- Une chance sur deux, (1998)
- Peut-être, (1999)
- Les Acteurs, (2000)
- Amazone, (2000)